# Número de Hagen
El número de Hagen (Hg) es un número adimensional utilizado el cálculos de convección forzada.

## Etimología
Se denomina así en honor del ingeniero hidráulico prusiano Gotthilf Heinrich Ludwig Hagen.

## Descripción
Se define como:
{\displaystyle {\mathit {Hg}}=-{\frac {({\frac {\mathrm {d} p}{\mathrm {d} x}})\ L^{3}}{\rho \ \nu ^{2}}}}
| Símbolo                                                | Nombre                  | Unidad  |
| ------------------------------------------------------ | ----------------------- | ------- |
| {\displaystyle {\mathit {Hg}}}                         | Número de Hagen         |         |
| {\displaystyle \rho }                                  | Densidad del fluido     | kg / m3 |
| {\displaystyle \nu }                                   | Viscosidad cinemática   | m2 / s  |
| {\displaystyle L}                                      | Longitud característica | m       |
| {\displaystyle {\frac {\mathrm {d} p}{\mathrm {d} x}}} | Gradiente de presión    | Pa / m  |

El número de Grashof es el equivalente en convección natural, donde:
{\displaystyle {\frac {\mathrm {d} p}{\mathrm {d} x}}=\rho g\beta \Delta T}
y entonces el número de Hagen coincide con el número de Grashof.
- Datos: Q1568363